# Čakanovce (powiat Łuczeniec)
Čakanovce (węg. Csákányháza) – wieś (obec) na Słowacji położona w kraju bańskobystrzyckim, w powiecie Łuczeniec. Pierwsze wzmianki o miejscowości pochodzą z roku 1439. 
Według danych z dnia 31 grudnia 2012, wieś zamieszkiwało 1111 osób, w tym 587 kobiet i 524 mężczyzn.
W 2001 roku rozkład populacji względem narodowości i przynależności etnicznej wyglądał następująco:
- Słowacy – 10,74%
- Czesi – 0,43%
- Romowie – 16,86%
- Węgrzy – 71,86%

Ze względu na wyznawaną religię struktura mieszkańców kształtowała się w 2001 roku następująco:
- Katolicy rzymscy – 95,06%
- Ewangelicy – 0,32%
- Ateiści – 2,15%
- Nie podano – 1,18%